# 庫普旺角
庫普旺角（英語：Coupvent Point）是南極洲的海岬，位於葛拉漢地的特里尼蒂半島以北，處於拉法基岩西南面9公里，該海岬現時由南極條約體系管理。